# DISDOL
DISDOL（でぃすどる）とは、東京を中心に活動するハードロックアイドルである。
2015年3月9日に「ロック好きすぎて、住んでいた惑星を追放され地球に来た人形」というコンセプトでdissenter dollsとして渋谷DUOにてデビュー、後にDISDOLに改名。

## メンバー
| 名前                           | 誕生日  | 出身地 | 愛称                     | 担当色 | 担当色 | ファンの通称 | 備考                                          |
| ------------------------------ | ------- | ------ | ------------------------ | ------ | ------ | ------------ | --------------------------------------------- |
| 小夏ちえり （こなつ ちえり）   | 1月3日  | 東京都 | ちぇりー                 | 桃     |        | ちぇりー組   | 合法ロリ。第2期メンバー。身長145cm。          |
| 大塚結生 （おおつか ゆい）     | 9月18日 | 長野県 | ゆいちゃん。おおつか。   | 銀     |        | 大塚組。     | メンバー最年小。第2期メンバー。               |
| みさきまゆ （みさき まゆ）     | 6月19日 | 東京都 | まゆしい                 | 緑     |        | まゆしい推し | 第3期メンバー。元Honey Squashメンバー。       |
| 相沢仁菜 （あいざわ にな）     | 3月17日 | 北海道 | になちゃん。あいざわさん | 橙     |        | にな推し     | 第3期メンバー。                               |
| 若林春花 （わかばやし はるか） | 4月24日 | 東京都 | はるるん                 | 紫     |        | はるるん推し | 第4期メンバー。子役から芸能活動を行っている。 |

### 過去のメンバー
- 藤北れな（ふじきた れな、在籍期間：結成 - 2015年10月30日）
- 高橋ナツミ（たかはし なつみ、在籍期間：結成 - 2016年12月27日）初代リーダー、元CANDY GO!GO![2]
- 辻あいり （つじ あいり、在籍期間：結成 - 2017年4月8日）2代目リーダー、最初に選抜されたメンバーである[3]
- 一色杏子（いっしき　きょうこ、在籍期間：結成 - 2017年10月9日）3代目リーダー、在籍時に高校を卒業[4]

## 略歴
- 2015年
  - 12月30日、「アイドルプラネット プレミアムLIVE DAY」にて初ライブ。
- 2016年
  - 5月3日 渋谷アストロホールにて1stワンマンライブを開催。
  - 6月5日 FRESH! by AbemaTVにてレギュラー番組『でぃすちゃんねる』がスタート。
  - 8月5日、6日 TOKYO IDOL FESTIVAL 2016トークの部 DAY1-2、トークの部 DAY2-1に出演[5]。
  - 8月17日 ミニアルバム「NEW GENERATION」がオリコンデイリーチャート5位を獲得。SoundScan JapanによるCDアルバム売上レポートでは4位となった[6]。
  - 10月7日 下北沢SHELTERにてSEX VIRGIN KILLERと下北沢SHELTER共催の『VISU × DOL × SHOCK!!#2』に出演[7]。
  - 12月20日 赤坂BLITZにて2ndワンマンライブを開催、同公演にてフルアルバムHARERUYAを先行発売、翌年のアジアツアーの敢行を発表[8]。
- 2017年
  - 2月23日 新宿Renyから新メンバーの若林春花がライブに参加。
  - 3月19日 DISDOL2周年ライブライブ開催。MCで同じ事務所の東京イルミナティのリーダー、柚本愛美が候補生としてDISDOLに加入することが発表された。
  - 4月8日 辻あいりの卒業を発表。
  - 10月9日 川崎クラブチッタにてツアーファイナルとして3rdワンマンライブを開催。同公演にて既存の全メンバーが卒業となり、ましろさくら、結城ひめり、黒崎はるなの3名が加入。新体制へと移行する。
- 2018年
  - 4月24日 結城ひめり、黒崎はるなが脱退しアイドルとしての体制が終了。完全バンド化に向けて休止[9]。